# Morane-Saulnier MS.760
Die Morane-Saulnier MS.760 Paris Jet ist ein viersitziger Very-Light-Jet des französischen Herstellers Morane-Saulnier (später SOCATA).

## Geschichte
Die MS 760 basiert auf dem nicht in Serie produzierten zweisitzigen Jettrainer MS.755 Fleuret des Konstrukteurs René Gauthier. Diese Maschine verlor damals im Wettbewerb gegen die Fouga Magister. Die MS.760 stellte als leichtes zweistrahliges Flugzeug einen der ersten Vertreter der Very-Light-Jets dar, die sich in den 1960er-Jahren jedoch nicht gegen die Konkurrenz der Learjets durchsetzen konnte. Der Erstflug des Prototyps fand am 29. Juli 1954 statt. Das erste Serienflugzeug hob am 27. Februar 1958 erstmals ab. Die mit stärkeren Marboré-VI-Triebwerken, Tragflächenendtanks und besseren Nutzlaststauraum ausgerüstete MS.760B Paris II wurde ab 1961 produziert. Die sechssitzige MS.760C Paris III wurde nur in einem Exemplar gebaut und startete 1964 zu ihrem Erstflug.
Die MS.760 wurde bis 1977 von der Marine und der Luftwaffe Frankreichs (50 Stück), in Brasilien (30 Stück) und Argentinien (48 Stück) bis 2007 als Ausbildungs- und Verbindungsflugzeug eingesetzt. Nach der Ausmusterung werden einige der Maschinen als Privatflugzeuge weiterverwendet.
Die US-Firma JetSet Aviation kaufte 2010 die Rechte an dem Flugzeug und plante eine Neuauflage in modernisierter Form (mit modernen Triebwerken und Glascockpit), die eine Geschwindigkeit von 740 km/h und eine Reichweite von 2600 km erreichen soll.

## Konstruktion
Die MS 760 ist ein zweistrahliger Tiefdecker mit T-Leitwerk, der von zwei Turboméca-Marboré-Triebwerken in den Tragflächenwurzeln angetrieben wird.

## Technische Daten

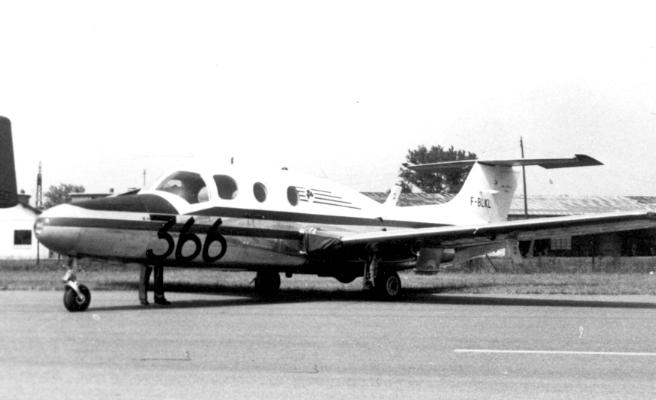
MS.760C in Le Bourget 1967

| Kenngröße             | Daten                                       |
| --------------------- | ------------------------------------------- |
| Besatzung             | 1–2                                         |
| Passagiere            | 4                                           |
| Länge                 | 10,05 m                                     |
| Spannweite            | 10,15 m                                     |
| Höhe                  | 2,60 m                                      |
| Flügelfläche          | 18 m²                                       |
| Flügelstreckung       | 5,7                                         |
| Leermasse             | 1.945 kg                                    |
| max. Startmasse       | 3.470 kg                                    |
| Höchstgeschwindigkeit | 645 km/h                                    |
| Dienstgipfelhöhe      | 10.000 m                                    |
| Reichweite            | 1.500 km                                    |
| Triebwerke            | zwei Turboméca Marboré mit je 3,92 kN Schub |

## Vorfälle
Am 27. Oktober 1962 stürzte das Flugzeug des ENI-Präsidenten Enrico Mattei nahe Mailand-Linate ab. Mattei, der Pilot und ein Passagier verstarben dabei. Die Ursache des Absturzes wurde nie endgültig festgestellt.
Der ehemalige französische Geheimdienstler Philippe Thyraud de Vosjoli schreibt in seinen Memoiren, dass der französische Geheimdienst Mattei aus dem Weg geräumt habe, da dieser Frankreich in Algerien zunehmend in die Quere kam. Demnach habe ein Agent den Höhenmesser manipuliert, während das Flugzeug in Catania abgestellt war, so dass sich der Pilot beim Anflug auf Mailand höher wähnte, als er tatsächlich war, und das Flugzeug nachts und bei schlechtem Wetter in den Boden flog. An Bord befanden sich Enrico Mattei, der Pilot Irnerio Bertuzzi und der Time-Journalist William McHale.